# James Alexander Calder
James (Jim) Alexander Calder (1915 - 1990) fue un botánico, y patólogo vegetal canadiense.

## Honores
- Miembro del Royal Society of Canada
- Miembro de la Asociación Estadounidense para el Avance de la Ciencia
- Galardón George Lawson Medal, el mayor premio concedido por la Canadian Botanical Association

### Epónimos
- (Apiaceae) Ligusticum calderi Mathias & Constance[1]
- (Asteraceae) Aster calderi B.Boivin[2]
- (Brassicaceae) Arabis calderi G.A.Mulligan[3]
- (Cyperaceae) Carex × calderi B.Boivin[4]
- (Equisetaceae) Equisetum calderi B.Boivin[5]
- (Euphorbiaceae) Croton calderi Chakrab. & N.P.Balakr.[6]
- (Lauraceae) Cryptocarya calderi M.Gangop.[7]
- (Poaceae) Elymus calderi Barkworth[8]
- (Rubiaceae) Psychotria calderi Deb & N.Gangop.[9]

## Algunas publicaciones
- d.b.o. Savile, j.a. Calder. 1952. Notes on the flora of Chesterfield Inlet, Keewatin District, N.W.T. Can. Field-Nat. 66: 103-107
- --------------, --------------. 1953. Phylogeny of Carex in the light of parasitism by the smut fungi. Can. J. Bot. 31: 164-174
- r.j. Moore, j.a. Calder. 1964. Some chromosome numbers of Carex species of Canada and Alaska. Can. J. Bot. 42: 1387-1391
- j.a. Calder, r.l. Taylor. 1965. New taxa and nomenclatural changes with respect to the flora of the queen Charlotte Islands, British Columbia. Can. J. Bot. 43: 1387-1400

### Libros
- james s. Calder, roy l. Taylor, gerald a. Mulligan. 1968. Flora of the Queen Charlotte Islands: Systematics of the vascular plants. Nº 4 de Monograph (Canada. Dept. of Agriculture. Research Branch). 437 pp.
- --------------, --------------. 1968. Flora of the Queen Charlotte Islands: Cytological aspects of the vascular plants. Ed. Canada Department of Agriculture. 148 pp.
- --------------, --------------. 1968. Systematics of the vascular plants. Volumen 1 y 4 de Monograph. Ed. Canada Department of Agriculture. 659 pp.

- La abreviatura «Calder» se emplea para indicar a James Alexander Calder como autoridad en la descripción y clasificación científica de los vegetales.[10]